# Neodexiopsis geniculata
Neodexiopsis geniculata är en tvåvingeart som först beskrevs av Jacques-Marie-Frangile Bigot 1885.  Neodexiopsis geniculata ingår i släktet Neodexiopsis och familjen husflugor. Inga underarter finns listade i Catalogue of Life.